# Yoshihiro Masuko
Yoshihiro Masuko (japanisch 益子 義浩 Masuko Yoshihiro; * 12. Juli 1987 in der Präfektur Tokio) ist ein ehemaliger japanischer Fußballspieler.

## Karriere
Masuko erlernte das Fußballspielen in der Schulmannschaft der Komaba High School und der Universitätsmannschaft der Kokushikan-Universität. Seinen ersten Vertrag unterschrieb er 2010 bei Arte Takasaki. Der Verein spielte in der dritthöchsten Liga des Landes, der Japan Football League. 2012 wechselte er zum Fukushima United FC. Am Ende der Saison 2012 stieg der Verein in die Japan Football League auf. Am Ende der Saison 2013 stieg der Verein in die J3 League auf. 2015 wechselte er zum Ligakonkurrenten Grulla Morioka. Ende 2018 beendete er seine Karriere als Fußballspieler.